# European Journal of Ecology
A revista European Journal of Ecology foi fundada em 2015, publicando artigos científicos em língua inglesa organizados em dois volumes semestrais. Os artigos publicados resultam de trabalhos originais 'peer-reviewed', nas seguintes categorias: research article, review, forum article e policy direction sem todos os domínios da ecologia. Os artigos publicados são todos de acesso livre não existindo custos de publicação para os autores.
European Journal of Ecology apresenta um extenso e diversificado corpo editorial, permitindo a publicação de artigos desde investigadores experientes até jovens em início de carreira. Deste modo, a equipa editorial da revista encoraja os revisores convidados que no processo de revisão façam uma revisão construtiva com criticas e comentários úteis e o mais detalhadas possíveis.